# Coleman (Florida)
Coleman és una població dels Estats Units a l'estat de Florida. Segons el cens del 2000 tenia 647 habitants.

## Demografia
Segons el cens del 2000, Coleman tenia 647 habitants, 257 habitatges, i 178 famílies. La densitat de població era de 172,3 habitants per km².
Dels 257 habitatges en un 28,4% hi vivien nens de menys de 18 anys, en un 42,4% hi vivien parelles casades, en un 19,8% dones solteres, i en un 30,4% no eren unitats familiars. En el 24,9% dels habitatges hi vivien persones soles el 13,2% de les quals corresponia a persones de 65 anys o més que vivien soles. El nombre mitjà de persones vivint en cada habitatge era de 2,52 i el nombre mitjà de persones que vivien en cada família era de 2,99.
Per edats la població es repartia de la següent manera: un 26,4% tenia menys de 18 anys, un 5,6% entre 18 i 24, un 29,1% entre 25 i 44, un 20,1% de 45 a 60 i un 18,9% 65 anys o més.
L'edat mediana era de 40 anys. Per cada 100 dones de 18 o més anys hi havia 89,6 homes.
La renda mediana per habitatge era de 25.500 $ i la renda mediana per família de 27.679 $. Els homes tenien una renda mediana de 27.109 $ mentre que les dones 16.429 $. La renda per capita de la població era de 12.186 $. Entorn del 19,9% de les famílies i el 22,7% de la població estaven per davall del llindar de pobresa.

## Poblacions més properes
El següent diagrama mostra les poblacions més properes.